# أبو دجانة
أبو دُجانة سِمَاكُ بن خَرَشَة (المتوفى سنة 12 هـ) صحابي من الأنصار من بني ساعدة من الخزرج، شهد مع النبي محمد ﷺ غزوات بدر وأحد وخيبر وحنين، ثم شهد حروب الردة، وأستشهد في معركة اليمامة، وكان من شجعان المسلمين، وكانت له عصابة حمراء يرتديها تُميّزه في المعارك.

## سيرته
أسلم أبو دجانة، وآخى النبي محمد ﷺ بينه وبين عتبة بن غزوان. شهد أبو دجانة  مع النبي محمد ﷺ غزوة بدر، وكانت عليه يوم بدر عصابته الحمراء.
في يوم أحد، عرض النبي محمد ﷺ سيفه على أصحابه، وقال: «من يأخذ هذا السيف بحقه؟»، فأحجموا، فقال أبو دجانة: «وما حقه يا رسول الله؟»، قال: «تقاتل به في سبيل الله حتى يفتح الله عليك أو تُقتل». فأخذه أبو دجانة ، فخرج يومها أبو دجانة مصلّتًا سيفه وهو يتبختر، وعليه عمامة حمراء قد عصب بها رأسه، وأخذ يرتجز فيقول:
فقال النبي محمد ﷺ: «إنها لمشية يبغضها الله ورسوله إلا في مثل هذا الموطن». وثبت يومها مع النبي محمد ﷺ، وبايعه على الموت. وقد امتدح النبي محمد ﷺ شجاعة أبي دجانة يومًا فقال: «لقد رأيتني يوم أحد، وما في الأرض قربي مخلوق غير جبريل عن يميني، وطلحة عن يساري. وكان سيف أبي دجانة غير دميم». وكان أبو دُجانة  هو من قتل الحارث بن أبي زينب فارس اليهود يوم خيبر، كما كان ممن ثبتوا مع النبي محمد ﷺ يوم حنين.
بعد وفاة النبي محمد ﷺ، شارك أبو دجانة في حروب الردة، وكان في جيش خالد بن الوليد  الذي توجّه إلى اليمامة. ولما اشتد القتال يوم اليمامة، وكادت الدائرة تدور على المسلمين، رمى أبو دجانة  بنفسه إلى داخل الحديقة التي تحصّن فيها أنصار مسيلمة، فانكسرت رجله، فقاتل وهو مكسور الرجل، وكان ممن شارك في قتل مسيلمة الكذاب، ثم استشهد يومئذ، وكان لأبي دجانة من الولد خالد أمه آمنة بنت عمرو بن الأجش البهزية السُلمية.